# Zoe Hives
Zoe Hives (Ballarat, 24 oktober 1996) is een tennisspeelster uit Australië. Hives begon op zevenjarige leeftijd met het spelen van tennis. Haar favoriete ondergrond is gravel. Zij speelt rechtshandig en heeft een tweehandige backhand. Zij is actief in het internationale tennis sinds 2012.

## Loopbaan
In 2018 speelde zij op het Australian Open haar eerste grandslamtoernooi nadat zij samen met Alison Bai een wildcard had gekregen voor het vrouwendubbelspeltoernooi.
In 2019 won Hives haar eerste WTA-titel, op het dubbelspel van het toernooi van Bogota, samen met landgenote Astra Sharma. Daarmee kwam zij binnen in de top 150 van de wereldranglijst in het dubbelspel. In september kwam zij ook binnen in de top 150 in het enkelspel.
Van oktober 2019 tot en met december 2021 speelde zij in het geheel niet, wegens chronische vermoeidheid (posturaal orthostatisch tachycardiesyndroom).

## Posities op deWTA-ranglijst
Positie per einde seizoen:
| jaar | rang enkelspel | rang dubbelspel |
| ---- | -------------- | --------------- |
| 2014 | 953            | –               |
| 2015 | 494            | 1263            |
| 2016 | 898            | –               |
| 2017 | 384            | 774             |
| 2018 | 215            | 335             |
| 2019 | 191            | 177             |
| 2020 | 304            | 271             |
| 2021 | 616            | 1258            |

## Resultaten grandslamtoernooien
| Legenda | Legenda                          |
| ------- | -------------------------------- |
| g.t.    | geen toernooi gehouden           |
| l.c.    | lagere categorie                 |
| –       | niet deelgenomen                 |
| G       | uitgeschakeld in de groepsfase   |
| 1R      | uitgeschakeld in de eerste ronde |
| 2R      | uitgeschakeld in de tweede ronde |
| 3R      | uitgeschakeld in de derde ronde  |
| 4R      | uitgeschakeld in de vierde ronde |
| KF      | uitgeschakeld in de kwartfinale  |
| HF      | uitgeschakeld in de halve finale |
| F       | de finale verloren               |
| W       | het toernooi gewonnen            |
| w-v     | winst/verlies-balans             |

### Enkelspel
| toernooi        | 2019 |    | 2022 |
| --------------- | ---- | -- | ---- |
| Australian Open | 2R   | –  |      |
| Roland Garros   | –    | –  |      |
| Wimbledon       | –    | 1R |      |
| US Open         | –    |    |      |

### Vrouwendubbelspel
| toernooi        | 2018 | 2019 |
| --------------- | ---- | ---- |
| Australian Open | 1R   | 2R   |
| Roland Garros   | –    | –    |
| Wimbledon       | –    | –    |
| US Open         | –    | –    |

## Palmares
| Legenda                 |
| ----------------------- |
| Grandslamtoernooi       |
| Olympische Spelen       |
| Year-End Championships  |
| Premier Mandatory       |
| Premier Five / WTA 1000 |
| Premier / WTA 500       |
| International / WTA 250 |
| Challenger / WTA 125    |

### WTA-finaleplaatsen enkelspel
geen

### WTA-finaleplaatsen dubbelspel
| nr.              | finale     | toernooi   | ondergrond | partner      | tegenstandster              | score    |         |
| ---------------- | ---------- | ---------- | ---------- | ------------ | --------------------------- | -------- | ------- |
| gewonnen finales |            |            |            |              |                             |          |         |
| 1.               | 2019-04-13 | WTA Bogota | gravel     | Astra Sharma | Hayley Carter Ena Shibahara | 6-1, 6-2 | details |
| verloren finales |            |            |            |              |                             |          |         |
| geen             |            |            |            |              |                             |          |         |